# Буракова Ніна Федорівна
Ніна Федорівна Буракова (нар. 7 січня 1934, село Спіри, тепер Островського району Псковської області, Російська Федерація) — радянська діячка, новатор виробництва, крутильниця Красноярського заводу хімічного волокна Красноярського краю. Член Центральної Ревізійної комісії КПРС у 1981—1986 роках. Герой Соціалістичної Праці (13.05.1977).

## Життєпис
Народилася в селянській родині. У 1951 році закінчила семирічну школу в Псковській області.
Трудову діяльність розпочала в 1952 році молодшим стрілочником на залізниці. У 1953—1956 роках працювала формувальницею на заводі в місті Красноярську. У 1957—1961 роках — вихователька в дитячих яслах Красноярська.
З жовтня 1961 року — крутильниця Красноярського заводу хімічного волокна Красноярського краю.
Член КПРС з 1976 року.
Указом Президії Верховної Ради СРСР від 13 травня 1977 року за видатні успіхи у виконанні плану 1976 року і соціалістичних зобов'язань із випуску продукції, великий внесок у розвитку хімічної промисловості Бураковій Ніні Федорівні присвоєно звання Героя Соціалістичної Праці з врученням ордена Леніна і золотої медалі «Серп і молот».
Потім — на пенсії в місті Красноярську.

## Нагороди і звання
- Герой Соціалістичної Праці (13.05.1977)
- два ордени Леніна (15.02.1974; 13.05.1977)
- орден Трудового Червоного Прапора (20.04.1971)
- медалі